# Абубакірово
Абубакі́рово (рос. Абубакирово, башк. Әбүбәкир) — село у складі Хайбуллінського району Башкортостану, Росія. Входить до складу Федоровської сільської ради.
Населення — 640 осіб (2010; 607 в 2002).
Національний склад:
- башкири — 100%